# Blok metaboliczny
Bloki metaboliczne – zaburzenia procesów przemiany materii bezpośrednio wywołane brakiem lub niedoborem określonego enzymu.
Przypuszczalnie powstawanie bloków metabolicznych jest następstwem wytwarzania przez komórki ustroju enzymów o nieprawidłowej strukturze cząsteczkowej. Takie enzymy mają wybitnie zmniejszoną zdolność katalityczną lub cząsteczki ich są na tyle nietrwałe, że ulegają degradacji zanim spełnia swe funkcje biokatalizatorów. Całkowity brak produkcji określonego enzymu nie wydaje się być częstym powodem występowania chorób wywołanych blokiem metabolicznym lub być może w ogóle nie ma miejsca. Niedobór enzymu lub jego zmniejszona czynność muszą spowodować zatrzymanie ciągu reakcji metabolicznych na poziomie jakiegoś przejściowego metabolitu, który nagromadza się w nadmiarze.